# Vinnie Moore
Vinnie Moore (New Castle, 14 april 1964) is een Amerikaanse fusiongitarist.

## Carrière
Vinnie Moore begon op 12-jarige leeftijd gitaar te spelen en voegde zich drie jaar later bij zijn eerste band. Hij werd ontdekt door Mike Varney, de oprichter en producent van Shrapnel Records, die hem in de column 'Spotlight' van het magazine 'Guitar Player' vermeldde. Deze gebeurtenis leidde tot een contract met Pepsi voor een reclamespot. Sinds het uitbrengen van zijn debuutalbum Mind's Eye in 1986 ging het met zijn carrière bergop.
Naast zijn soloproject speelde Moore ook op het album Soldiers of the Night (1985) van Vicious Rumors, op het album Hey Stoopid (1994) van Alice Cooper en op het tributealbum Smoke on the Water (1994) van Deep Purple. In 2004 speelde hij bovendien als gastmuzikant op het album Rhythm of Time van de toetsenist Jordan Rudess van Dream Theater en een paar jaar later als studiogitarist op het album D.E.V.O.L.U.T.I.O.N. van de Duitse thrashmetal-band Destruction, waarbij vermeldenswaardig is, dat de muzikale relatie tussen Destruction-bandleider Schmier en Moore tijdens de Frankfurter Messe werd hersteld. Hot Licks Productions bracht bovendien twee gitaar-lesvideo's van Moore uit: Advanced Lead Guitar Techniques (1987) en Speed, Accuracy, & Articulation (1989).
Sinds 2003 is Vinnie Moore gitarist van de rockband UFO, waar hij de weer vertrokken Michael Schenker vervangt. Moore werkte daar mee aan de albums You Are Here (2004) en The Monkey Puzzle (2006). Hij ondernam met de band daarna meerdere wereldtournees, waarbij in 2005 in Wilhelmshaven de liveopname Showtime ontstond. In 2009 speelde hij het album The Visitor en in 2012 Seven Deadly in.

## Discografie

### Soloalbums
- 1986: Mind's Eye
- 1988: Time Odyssey
- 1991: Meltdown
- 1996: Out of Nowhere
- 1999: The Maze
- 2000: Live! (live opgenomen in 1999)
- 2001: Defying Gravity
- 2009: To The Core
- 2015: Aerial Visions
- 2019: Soul Shifter

### Met bands
- 1985: Vicious Rumors - Soldiers of the Night
- 2004: UFO - You Are Here
- 2006: UFO - Showtime (live opgenomen in 2005)
- 2006: UFO - The Monkey Puzzle
- 2009: UFO - The Visitor
- 2012: UFO - Seven Deadly
- 2015: UFO - A Conspiracy Of Stars
- 2017: UFO - The Salentino Cuts

### Gastoptredens als studiomuzikant
- 1991: Alice Cooper - Hey Stoopid
- 2004: Jordan Rudess - Rhythm of Time
- 2008: Destruction - D.E.V.O.L.U.T.I.O.N.

- Bibsys: 11044790
- Bibliothèque nationale de France: cb14208402s (data)
- Gemeinsame Normdatei: 134667271
- International Standard Name Identifier: 0000 0000 5550 5453
- Library of Congress Control Number: n92037955
- MusicBrainz: 097c1b97-8a50-41b2-89c4-f1ec12d497d2
- Nationale Bibliotheek van Tsjechië: js20090430015
- Nederlandse Thesaurus van Auteursnamen: 108686019
- Virtual International Authority File: 18874296
- WorldCat: E39PBJkD9wJ4xx6W4CCYYbGvHC